# Natacha Michel
Pour les articles homonymes, voir Michel.
Natacha Michel, née en 1941, est une romancière française.

## Biographie
Agrégée de philosophie, Natacha Michel prolonge son travail d'écriture par une réflexion critique sur le genre romanesque.
Militante maoïste dans les années 1970, elle participe à la fondation de l'Union des communistes de France marxiste-léniniste et anime le Groupe Foudre d'intervention culturelle. Elle a été secrétaire de l'Organisation politique, avec Sylvain Lazarus et Alain Badiou. Son roman La Chine européenne s'inspire de cet engagement.
Elle a été directrice de programme au Collège international de philosophie (1995-2001).

### Famille et vie privée
Elle est la fille du cinéaste et résistant André Michel, et l'épouse de l'économiste Pierre-Noël Giraud.

## Publications

### Romans
- Ici commence, Gallimard, coll. blanche, 1973
- La Chine européenne, Gallimard, coll. blanche, 1975
- Le Repos de Penthésilée, Gallimard, coll. blanche, 1980
- Impostures et séparations, 9 courts romans, Le Seuil, coll. « Fiction & Cie », 1986
- Canapé Est-Ouest, Le Seuil, coll. « Fiction & Cie », 1989
- Le Jour où le temps a attendu son heure, Le Seuil, coll. « Fiction & Cie », 1990
- Ciel éteint, Le Seuil, coll. « Fiction & Cie », 1995
- L'Éducation de la poussière, Le Seuil, coll. « Fiction & Cie », 1998
- Autobiographie. Approche de l'ombre, Déploration à quatre voix. Théatre, Paris, Verdier, coll. jaune, 2001
- Laissez tomber l'infini, il revient par la fenêtre, Le Seuil, coll. « Fiction & Cie », 2003
- La Soupe à l'épeautre, La pensée du midi 2004/3 (n° 13). La cuisine, un gai savoir, Actes sud, 2004
- Circulaire à toute ma vie humaine, Le Seuil, coll. « Fiction & Cie », 2005
- Plein présent, Verdier, coll. jaune, 2013
- Sortie de route. Romans rapides, Caen, Nous, 2017
- Le roman de la politique, La Fabrique, 2020

### Souvenirs
- Portraits de femmes, Caen, Nous, 112 p., 2023  (ISBN 978-2370841285)

#### Collaborations
- L'Hexaméron, avec Michel Chaillou, Michel Deguy, Florence Delay, Denis Roche et Jacques Roubaud, Le Seuil, « Fiction & Cie », 1990

### Essais critiques

#### Critiques littéraire
- L'Instant persuasif du roman, Paris, Bibliothèque du Perroquet, 1986 (fascicule)
- Conversation avec Pierre Mertens sur le roman, la prose…, Cahiers du Théâtre-Poème n° 1, Les éditions de l'Ambedui, Bruxelles, 1991.
- Les Primitifs français, Paris, Bibliothèque du Perroquet, 1991.(fascicule)
- Le Rameau subtil. Prosatrices françaises entre 1364 et 1954 (avec Martine de Rougemont), Paris, Hatier, 1993.
- Giraudoux, le roman essentiel, Paris, Hachette, 1998.
- L'écrivain pensif, Paris, Verdier, coll. « Philia », 1998.
- Alain Badiou et la littérature, Autour d'Alain Badiou (textes réunis par isabelle Vodoz et Fabien Tarby), Paris, Germina, 2011 (Actes des journées Alain Badiou des 22, 23 et 24 octobre 2010 à Paris)

#### Réflexions sur l'histoire et la politique
- Le temps de la pensée. Autour de l'Anthropologie du nom, de Sylvain Lazarus, in La Lettre Horslieu numéro 5, Lyon, Horslieu, 1997
- Ô jeunesse ! Ô vieillesse ! Mai 68 : le mai mao, Paris, Les Conférences du Rouge Gorge, 2002
- Paroles à la bouche du présent : le négationnisme, histoire ou politique ? (direction du collectif: avec Alain Badiou, Philippe Beck, Michel Deguy, François Dominique, Jean-Pierre Faye, Nadine Fresco, Pierre Lartigue, Sylvain Lazarus, Sylvie Lindeperg,Jean-Claude Milner et François Regnault), Marseille, éditions Al Dante, 1997

#### Préfaces
- Préface (et établissement du texte) à L'intelligence de la politique de Sylvain Lazarus, Marseille, éditions Al Dante, 2013

#### Entretiens/Rencontres
- "Natacha Michel, le roman essentiel" (entretien avec Jacques Henric, Art press n° 236, juin 1998
- Entretien sur Plein présent (entretien avec Bénédicte Heim), Contrebandiers éditeurs, mars 2013
- Natacha Michel: Maoïsme et l'interruption. Rencontre avec Natacha Michel sur le thème de l'interruption du Groupe Foudre et les interruption(s) maoïstes (entretien avec Judith Pollet), Interruption
- "La poésie est-elle le cœur de la littérature ?". Philippe Beck reçoit Florence Delay et Natacha Michel, Paris XX, résidence librairie L'Atelier, 12 juin 2014